# 네기 고키
네기 고키(일본어: 根木 洸希, 2000년 5월 17일~)는 일본의 축구 선수이다.

## 구단 경력
그는 J1리그의 세레소 오사카에 입단했다. 2018년 J3리그의 세레소 오사카 U-23에서 뛰었다. 4경기에 출전하여, 1득점을 넣었다.